# Elchesheim-Illingen
Elchesheim-Illingen település Németországban, azon belül Baden-Württembergben. Lakosainak száma 3238 fő (2023. december 31.). Elchesheim-Illingen Au am Rhein, Durmersheim, Bietigheim, Steinmauern és Lauterbourg községekkel határos.

## Népesség
A település népessége az elmúlt években az alábbi módon változott:
| Lakosok száma | 2188 | 2447 | 2667 | 2643 | 2763 | 2971 | 3119 | 3276 | 3223 | 3238 |
|               | 1961 | 1967 | 1974 | 1980 | 1987 | 1993 | 2000 | 2006 | 2013 | 2023 |